# Joseph Liard
Pour les articles homonymes, voir Liard.
Joseph Liard, né le 17 décembre 1747 à Rosières-aux-Salines, Meurthe-et-Moselle, mort le 21 avril 1832 à Besançon, est un ingénieur français auquel on doit la réalisation du canal du Rhône au Rhin au début du XIXe siècle.
Il entre à l’École des ponts et chaussées en 1769 et reçoit le titre d'ingénieur en 1775. Nommé en Bretagne en 1783, il élabore, sous les ordres d'Antoine Chézy, Inspecteur général des Pont-et-Chaussées pour la Bretagne, des projets de canal de la Vilaine à la Rance et organise les travaux de navigation de la Vilaine entre Rennes et Redon. Il est notamment l'auteur du Mémoire de M. Liard, Ingénieur des Ponts et Chaussées de France, contenant le détail des ouvrages nécessaires pour la jonction de la Villaine avec la Rance, par les rivières de l'Isle et du Linon, réunis a la Commission de la Navigation Intérieure de Bretagne, le 15 octobre 1784.
Après divers postes, Joseph Liard est nommé en 1791 ingénieur en chef des Ponts et Chaussées du Doubs. Il collabore alors avec Philippe Bertrand sur le projet du canal du Rhône au Rhin et en devient le directeur en 1804 : il est le véritable réalisateur de ce projet dont les travaux s'achèvent en 1832, un an après sa mise à la retraite et date de sa mort .
Son tombeau s'élève dans le cimetière des Chaprais à Besançon : il a été vraisemblablement édifié dans le 2e quart du XIXe siècle, sur des dessins de Liard lui-même. Il est composé d'un socle décoré sur deux faces d'urnes d'où s'écoule de l'eau avec les inscriptions 'Rhône' et 'Rhin', une troisième face porte une représentation de l'entrée du tunnel-canal de Thoraise, surmontée de l'inscription de son nom. Le tout est surmonté d'un obélisque partiellement décoré de motifs végétaux.
Le musée des beaux-arts de Dole conserve un buste de Joseph Liard en Hermès dû à Jean Pierre Victor Huguenin et on connaît le discours prononcé lors de ses obsèques par M. Corre ingénieur en chef des Ponts et Chaussées .